# 山田きっく
山田 きっく（やまだ きっく、1986年11月9日 - ）は、吉本興業所属のピン芸人である。

## 人物
- ナノブロック・フットサル・小道具作り・ゲーム実況(あつ森)・カプセルトイ収集(ガチャガチャ)など、多趣味である。
- 写真さえあれば2次元から3次元にナノブロックで設計できる。また、多くのカプセルトイ(ガチャガチャ)を収集しており知識とその人にあったガチャガチャを紹介できる。
- 兄が始めた純喫茶での店長経験を活かし本格的なコーヒーを立てられる。